# Crónica Gala del año 452
Crónica Gala del año 452 o Chronica Gallica del año 452 es una crónica de la Antigüedad tardía en forma de anales. Fue editado como Chronica Gallica por Theodor Mommsen junto con la Crónica Gala del año 511 en Monumenta Germaniae Historica.

## Descripción
El texto, escrito en un latín bastante simple, fue redactado por un anónimo cristiano galorromano probablemente residente en Valence, Marsella o del valle del Ródano. La crónica comienza en el año 379 con el nombramiento de Teodosio I como coemperador y finaliza con la invasión de Italia por Atila en el año 452. El cronista presta casi toda su atención al Imperio Romano de Occidente: se describen los acontecimientos que tuvieron lugar en la península itálica, Gran Bretaña, Hispania, África y, en particular, la Galia. Bizancio se menciona secundariamente únicamente para informar sobre la muerte de emperadores. La crónica contiene información importante sobre los movimientos de las tribus bárbaras durante el Período de las grandes migraciones, las revueltas de los Bagaudas y la lucha contra numerosas herejías. Entre los datos únicos se encuentra un mensaje sobre la conquista de Gran Bretaña por parte de los sajones en 441. Esta información provocó una amplia discusión entre los historiadores sobre la fiabilidad de los datos proporcionados por las primeras fuentes históricas altomedievales británicas.
A pesar de errores cronológicos, especialmente numerosos para el período comprendido entre 424 y finales de la década de 440, la Crónica gala de 452 es la obra histórica más antigua conservada de la Galia y una valiosa fuente narrativa sobre esta zona y territorios adyacentes del Imperio Romano en la primera mitad del siglo V. La autenticidad histórica de la crónica se basa en la proximidad geográfica y temporal de su autor a los hechos narrados. En general, el relato está impregnado de una valoración negativa de los acontecimientos de la época, principalmente debido a las invasiones del Imperio Romano por los "bárbaros".
La Crónica gala se conserva en cerca de 40 manuscritos, el más antiguo de los cuales es el denominado Manuscrito de Londres No. 16974, almacenado en el Museo Británico, datado entre finales del siglo IX o principios del X. Su brevedad y su enfoque en la historia de la Galia la hicieron atractiva para los copistas posteriores y contribuyó a su supervivencia.